# Mubàrak i Mudhàffar
Mubàrak as-Saqlabí o Mubàrak al-Amirí (àrab: مبارك الصقلبي, Mubārak as-Ṣaqlabī o مبارك العامري, Mubārak al-ʿĀmirī) i Mudhàffar as-Saqlabí o Mudhàffar al-Amirí (àrab: مظفر الصقلبي, Muẓaffar as-Ṣaqlabī o مظفر العامري, Muẓaffar al-ʿĀmirī) van ser, de forma conjunta, els primers reis de la taifa de Balànsiya (1011-1020). Eren dos eunucs, lliberts o mawles amírides que es documenten per primer cop en 1011 com a administradors de les séquies del Túria. Aquest mateix any i a conseqüència del desmembrament del califat de Còrdova, assumiren el govern de la ciutat de València, arribant a encunyar moneda pròpia en 1016.
Regnaren en harmonia, sembla que amb un cert lideratge de Mubàrak. Milloraren la ciutat i reforçaren les muralles, però sobretot, es van dedicar a enriquir-se mitjançant altíssims impostos. Això va provocar el descontentament de la població.
Mubàrak va morir en un accident, mentre muntava a cavall. La gent es va alçar i va assaltar l'alcàsser. Mudhàffar amb prou feines va sobreviure al seu company. Viguera Molins data aquests fets entre els anys 1017 i 1019. A continuació, segons aquesta autora, va haver-hi un govern conjunt de Labib al-Amirí de Turtuixa i Mujàhid de Dàniya, i a partir de maig de 1019 del segon en solitari. Fins a l'any 1021, quan ascendí al tron valencià Abd-al-Aziz al-Mansur.